# Chökyong Gyatso
Chökyong Gyatso (1473-1539) was een Tibetaans geestelijke. Hij was de vierde tulku als Lab Kyabgön.
Hij was de zestiende Ganden tripa van 1534 tot 1539 en daarmee de hoofdabt van het klooster Ganden en hoogste geestelijke van de gelugtraditie in het Tibetaans boeddhisme.
Hij werd geboren in Uto Gyara Gur in 1473. Op jonge leeftijd legde hij de monnikengelofte af in Dragwar waar hij vervolgens soetra en tantra studeerde. Daarna zette hij de tantra-studie voort in Lhasa. Gyuchen Sherab Zangpo was daar zijn leermeester. Later werd Chökyong Gyatso lama en hoofd van het college waar hij had gestudeerd. Vervolgens diende hij het Jangtse-college van het Gandenklooster en gaf er lange tijd onderwijs. 
Chökyong Gyatso werd in 1535 op 62-jarige leeftijd Ganden tripa en bleef dat gedurende vijf jaar. Tijdens zijn ambtsperiode werden de meeste dharma-centra in de regio Ü gecontroleerd door de Drigung Kagyu, die in een poging nog meer dominantie te verkrijgen, kloosters van de Gelug-traditie met geweld trachtte te "bekeren". Volgens hagiografieën weerstond Chökyong Gyatso de Drigungpa's en redde zijn kloosters.
Tot zijn volgelingen behoorden Ngawang Dragpa, abt van een klooster in Dagpo; en Gyaltsen Tsangpo (1497-1548), die later de 18e Ganden tripa zou worden.
Hij overleed in 1539 op de leeftijd van 67 jaar. Ter gedachtenis werd voor hem een zilveren stoepa geplaatst.